# Джон Еверетт Мілле
Джон Еверетт Мілле (англ. John Everett Millais; 8 червня 1829 — 13 серпня 1896) — англійський живописець, один із засновників Братства прерафаелітів.

## Біографія

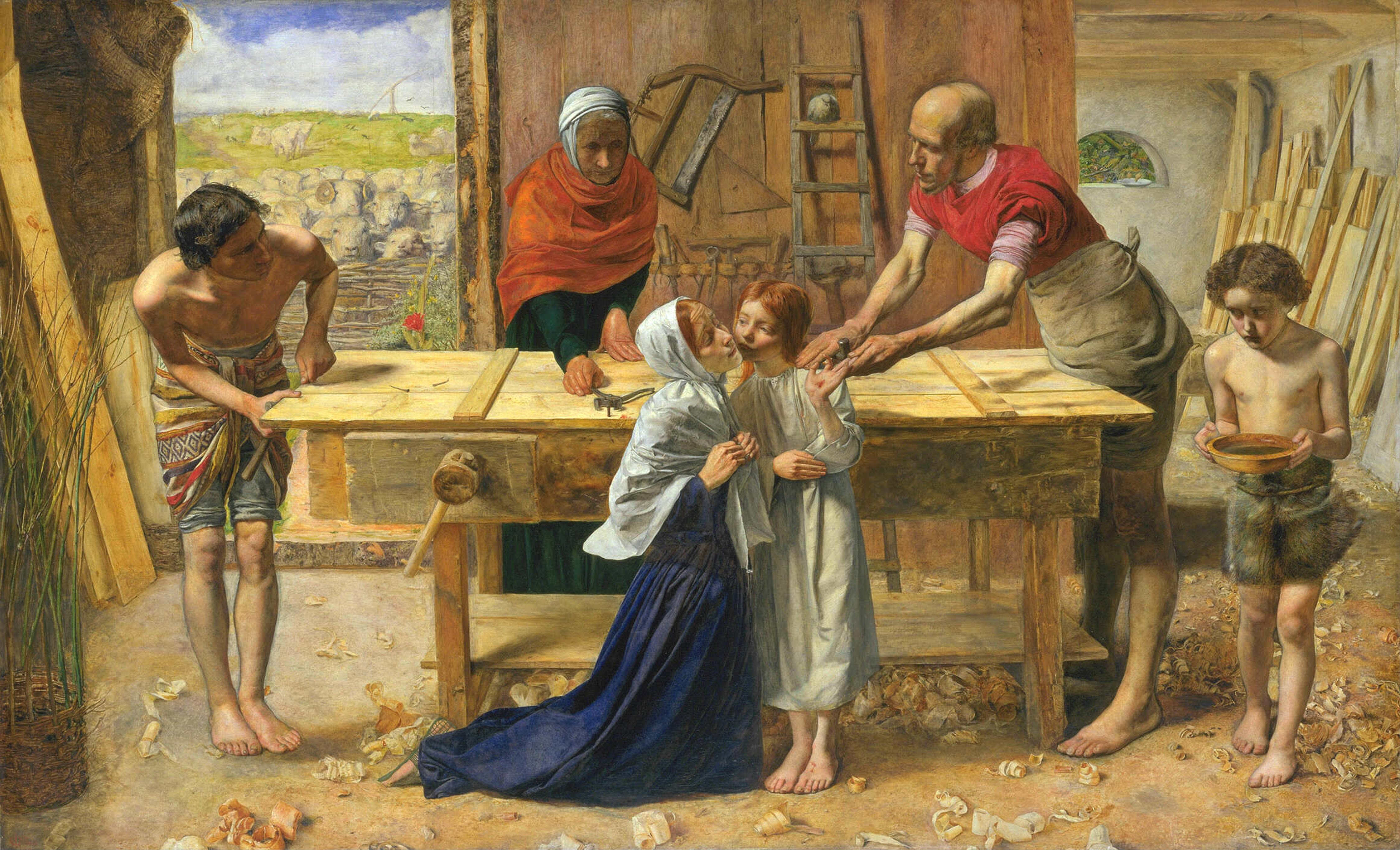
Христос у будинку батьків. 1850, Тейт Британія, Лондон

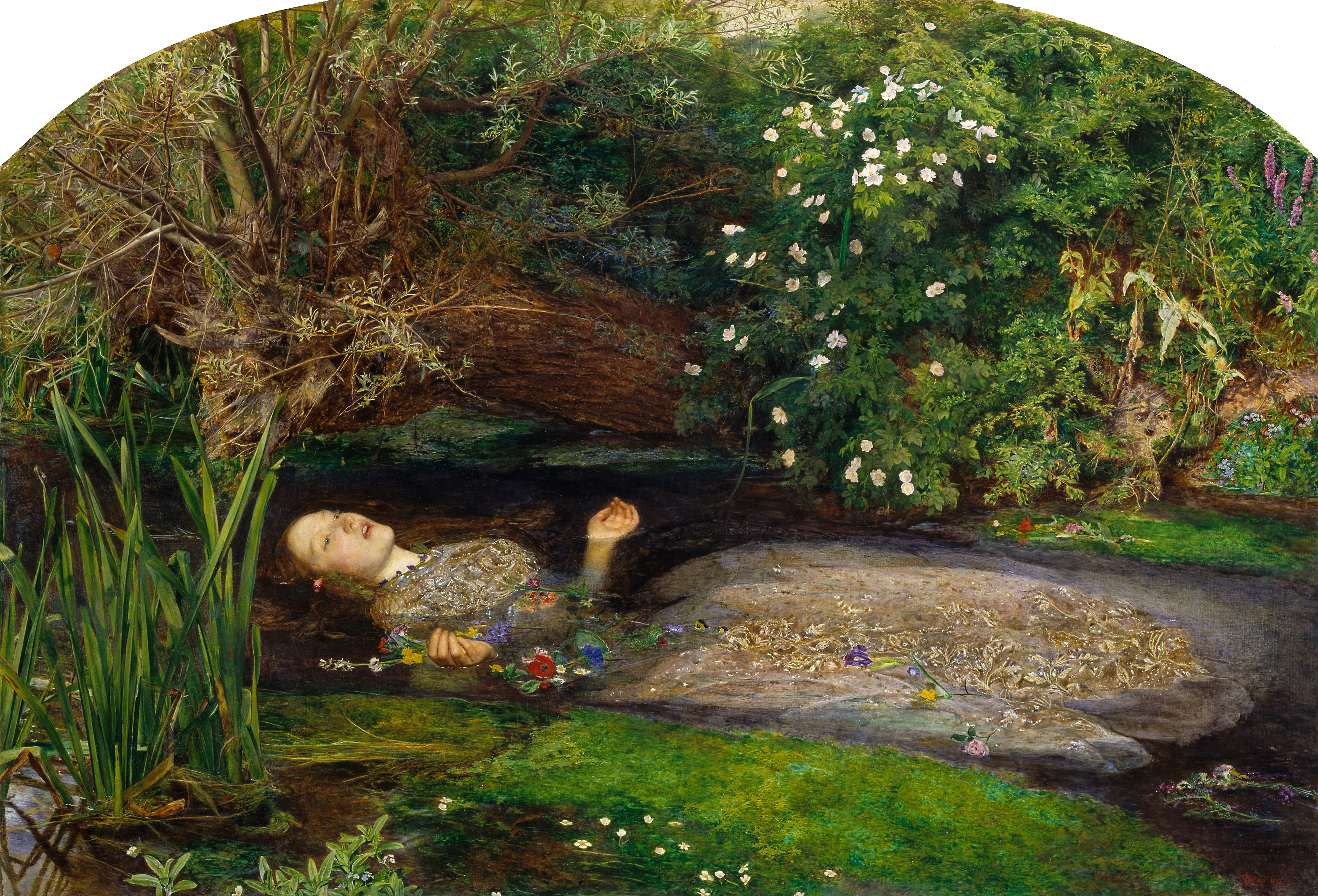
Офелія. 1852, Тейт Британія, Лондон. Картина послужила джерелом натхнення для постеру фільму Ларса фон Трієра «Меланхолія» (2011)

### Навчання, Братство прерафаелітів
Мілле народився в Саутгемптоні і почав навчатися малюванню у віці дев'яти років. У 1838 році, коли стали очевидними його здібності, сім'я перебралася до Лондона.
В грудні 1840 року у віці 11 років Мілле вступив до Королівської академії мистецтв, ставши наймолодшим студентом за всю історію закладу. В академії Джон провчився шість років, у 1843 році отримавши срібну медаль за малюнок. До п'ятнадцяти років він вже чудово володів пензлем. У 1846 році його історична картина «Пісарро бере у полон перуанських інків» була відібрана для літньої виставки Академії і у підсумку була визнана критиками найкращою. Наступного року Мілле отримав золоту медаль за картину «Напад Веніамінового роду на дочок Сілоама».
У 1848 році Джон Мілле разом з Холманом Гантом і Данте Габрієлем Росетті, з якими познайомився на одній з виставок, заснував Братство прерафаелітів.
Його раннім роботам властива значна деталізація. Так, картину 1850 року «Христос у будинку батьків» критики визнали надмірно реалістичною, а в газеті «Таймс» її навіть охрестили «обурливою». Однак Мілле це не бентежило, і він продовжував свою творчість серед прерафаелітів. Насправді, технічна досконалість картин Мілле одразу виділила його серед інших живописців, тому роботи художника завжди приймали на виставках Академії, якими б радикальними вони не були. Його також підтримав критик Джон Раскін, побачивши у ньому видатний талант.
Влітку 1853 року Раскін і його дружина Еффі запросили Мілле вирушити разом на літо в Гленфінлас. Мілле і Еффі полюбили один одного і, після її скандального розлучення з Раскіним, одружилися. У подружжя було вісім дітей, наймолодший син Джон Гілл Мілле став визначним натуралістом і художником.

### Після розпаду братства
Одруження змінило Мілле: для підтримки родини він мав створювати більшу кількість картин, а також дорого їх продавати. Він повністю відрікся від поглядів та ідей прерафаелітизму. Приміром, картину «Сер Ізюмбрас» (1857), де художник сильно відійшов від прерафаелітської техніки, Раскін назвав «навіть не невдачею, а катастрофою». Натомість Мілле здобув величезну популярність і величезні статки, заробляючи до 30 тис. фунтів на рік. Він зробився портретистом, частково пейзажистом (причому пейзажі писав не на замовлення, а як хобі — для себе). На портретах зображав, як правило, людей відомих, котрі обіймали високі громадські посади. У 1885 році Мілле став першим англійським художником, який отримав титул баронета. У 1896 році обійняв посаду президента Королівської академії мистецтв.
Сьогодні у Великій Британії Мілле належить до числа найулюбленіших художників середини XIX століття.
Найвідомішою роботою художника є картина «Офелія» (англ. Ophelia, 1851—1852), на якій зображена кохана Россетті Елізабет Сіддал.

## Картини

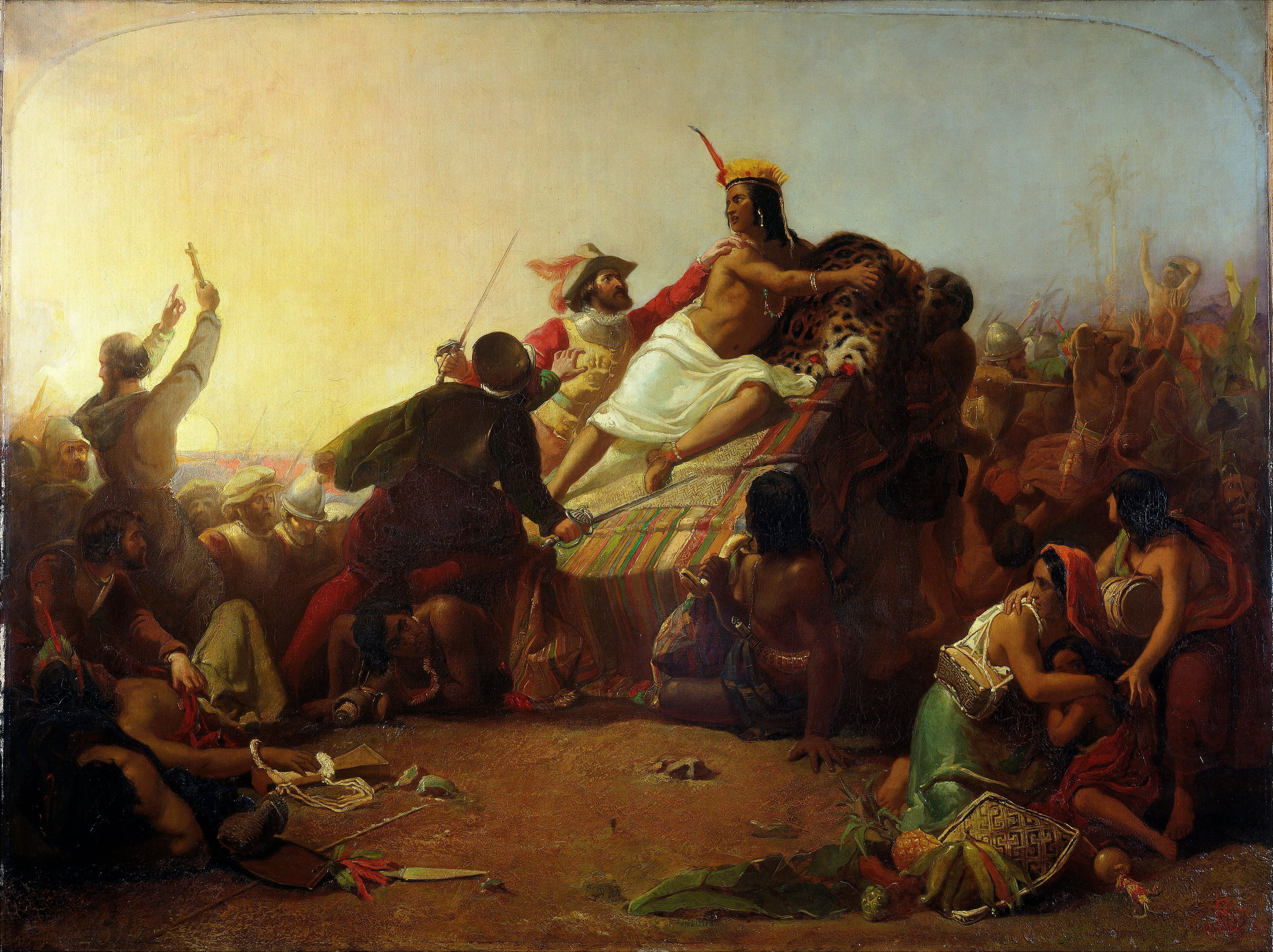
Пісарро бере у полон перуанських інків (1846), Музей Вікторії та Альберта, Лондон
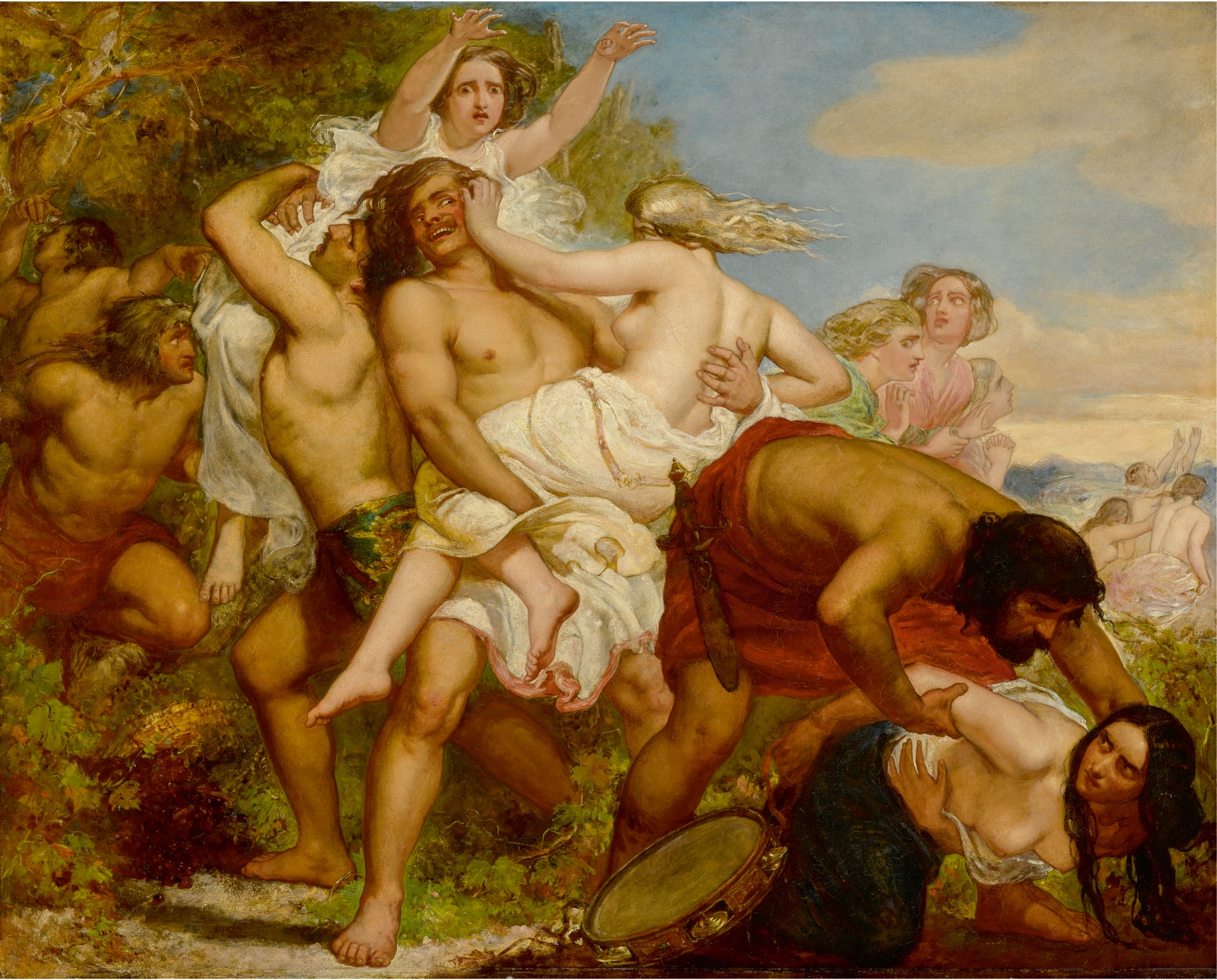
Напад Веніамінового роду на дочок Сілоама (1847)
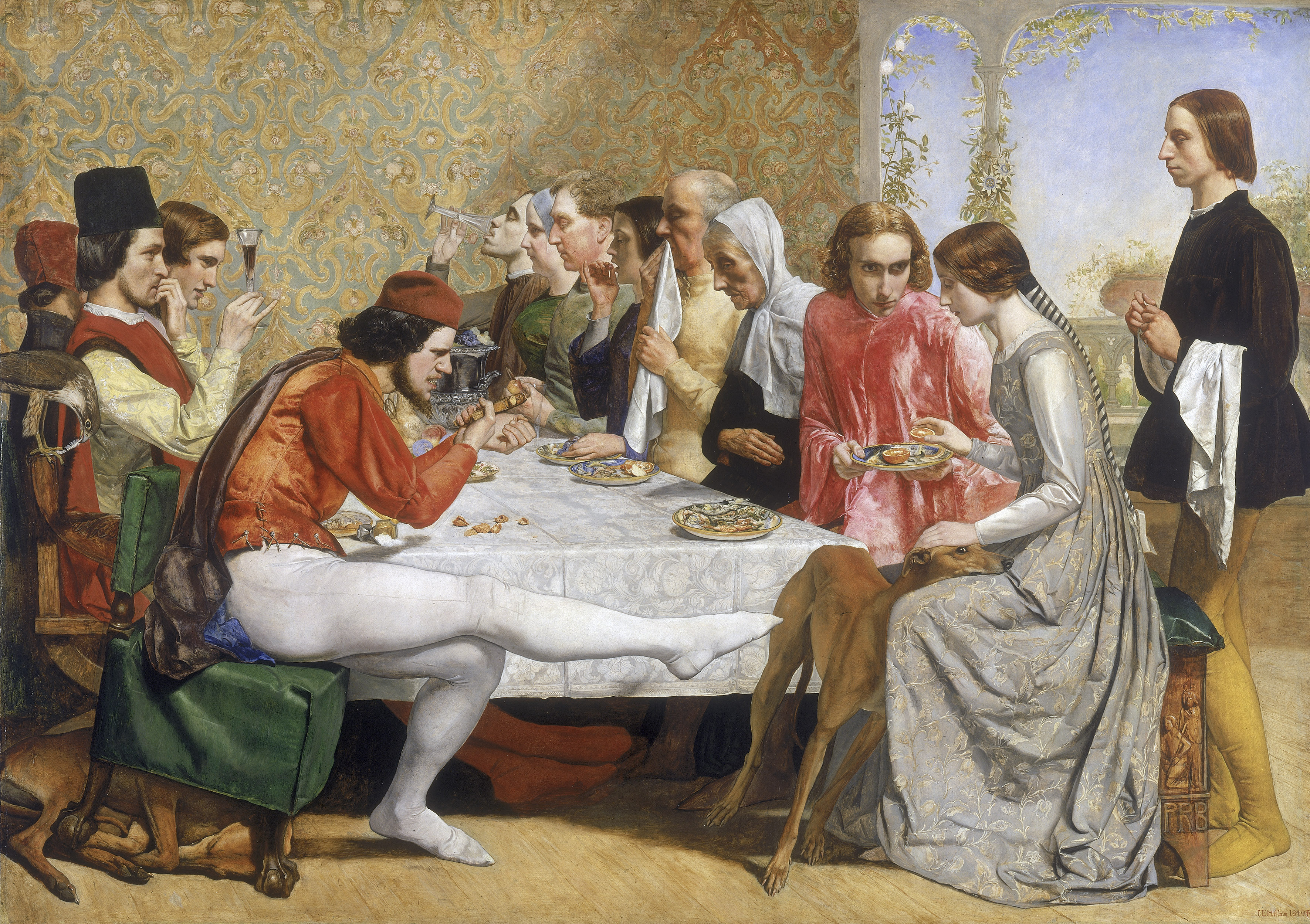
Ізабелла (1849), Галерея мистецтв Вокера, Ліверпуль
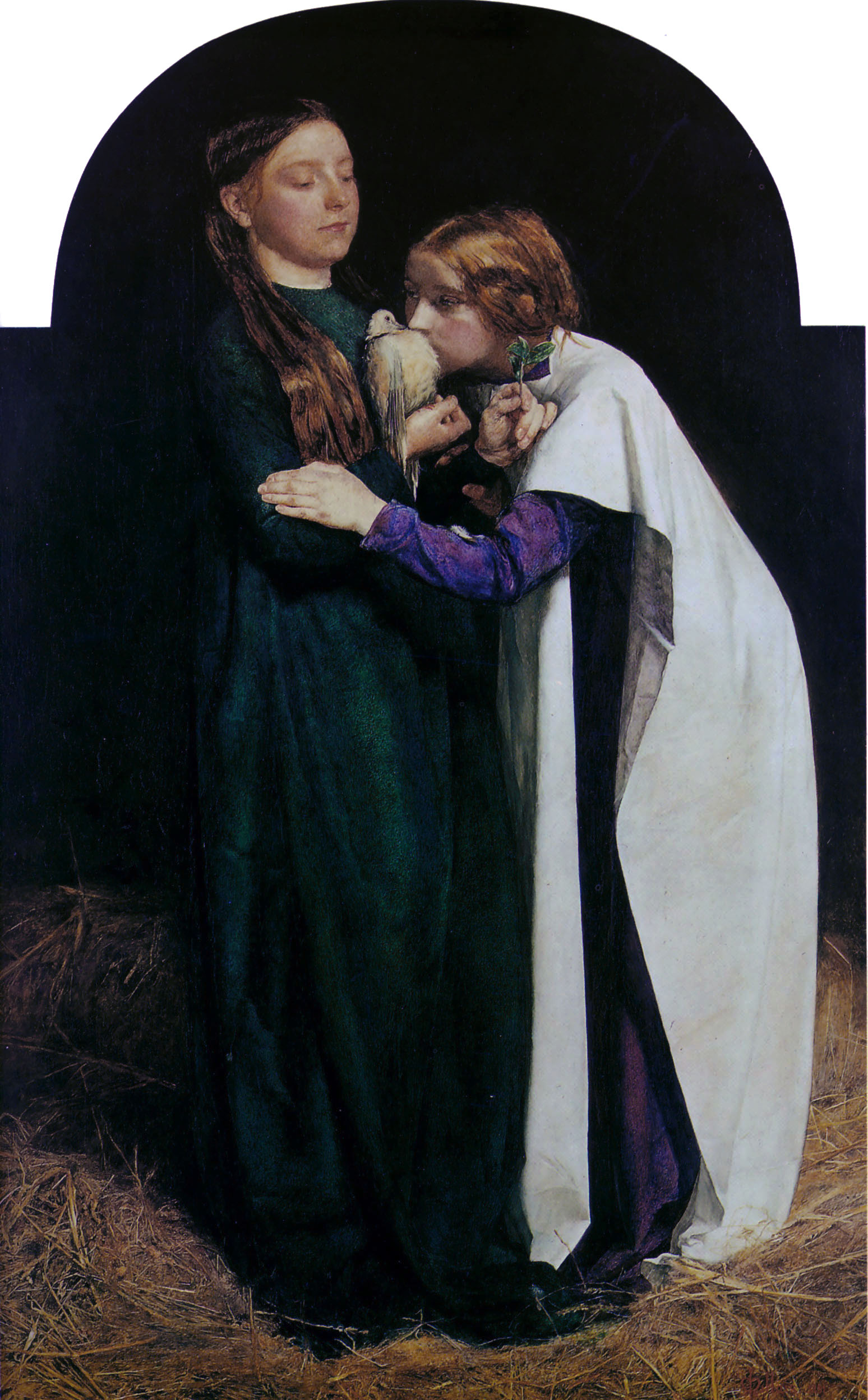
Повернення голуба на Ковчег Ноя (1851), Музей Ашмола, Оксфорд
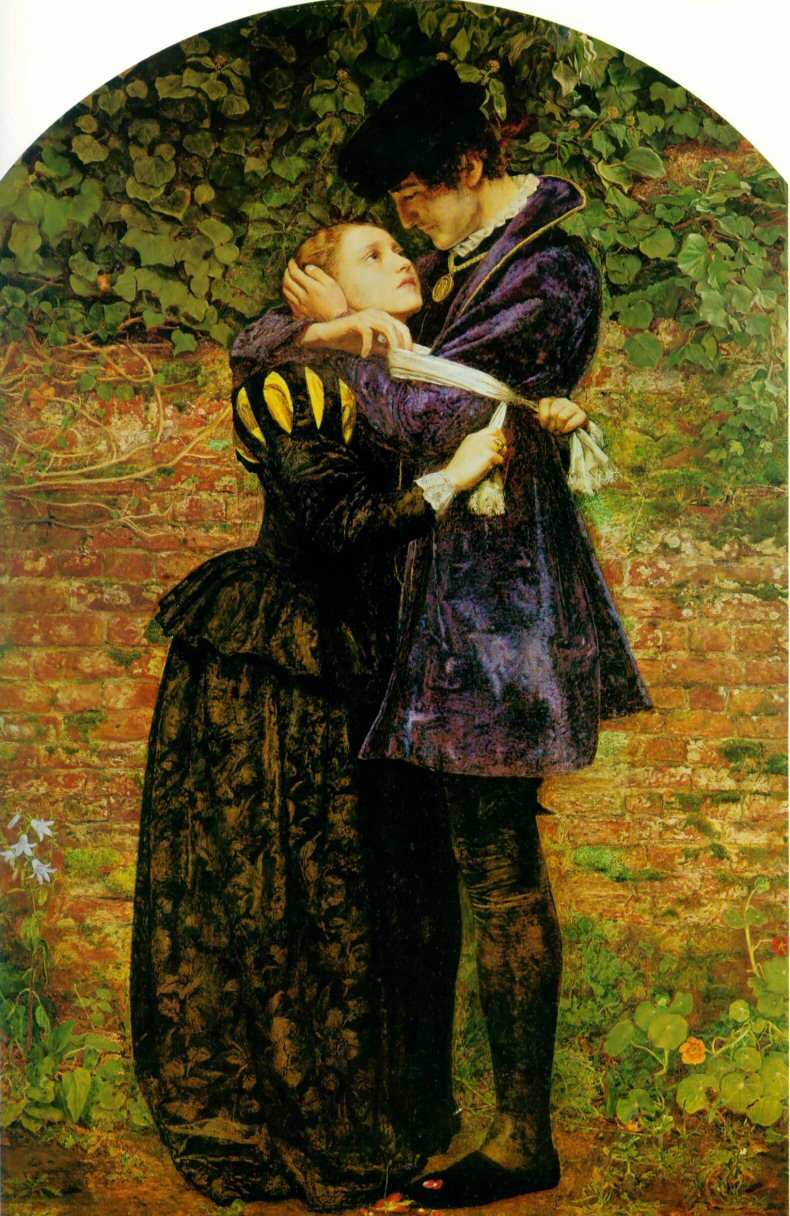
Гугенот у Варфоломіївську ніч (1852), приватне зібрання
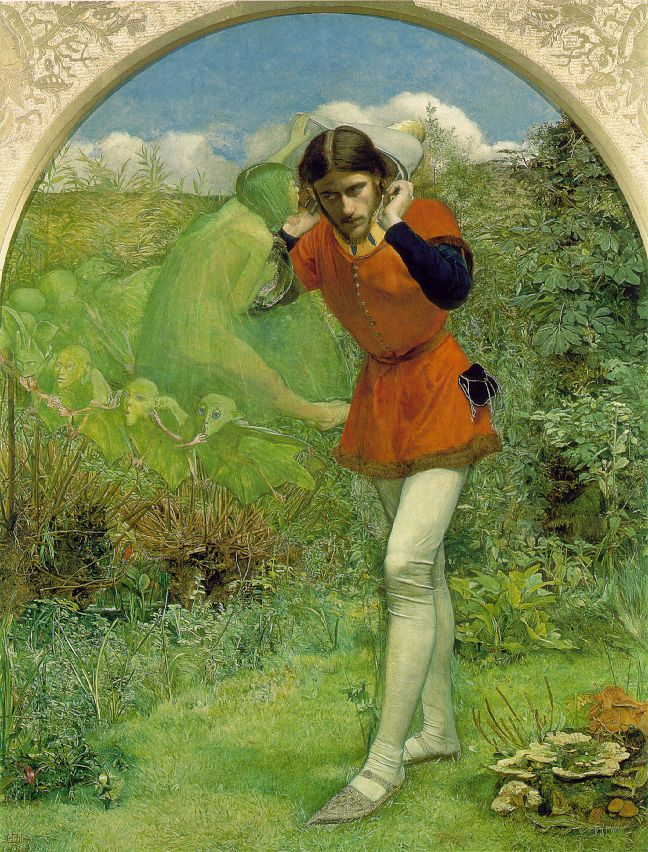
Фердинанд зваблюваний Аріелем (1852), приватне зібрання
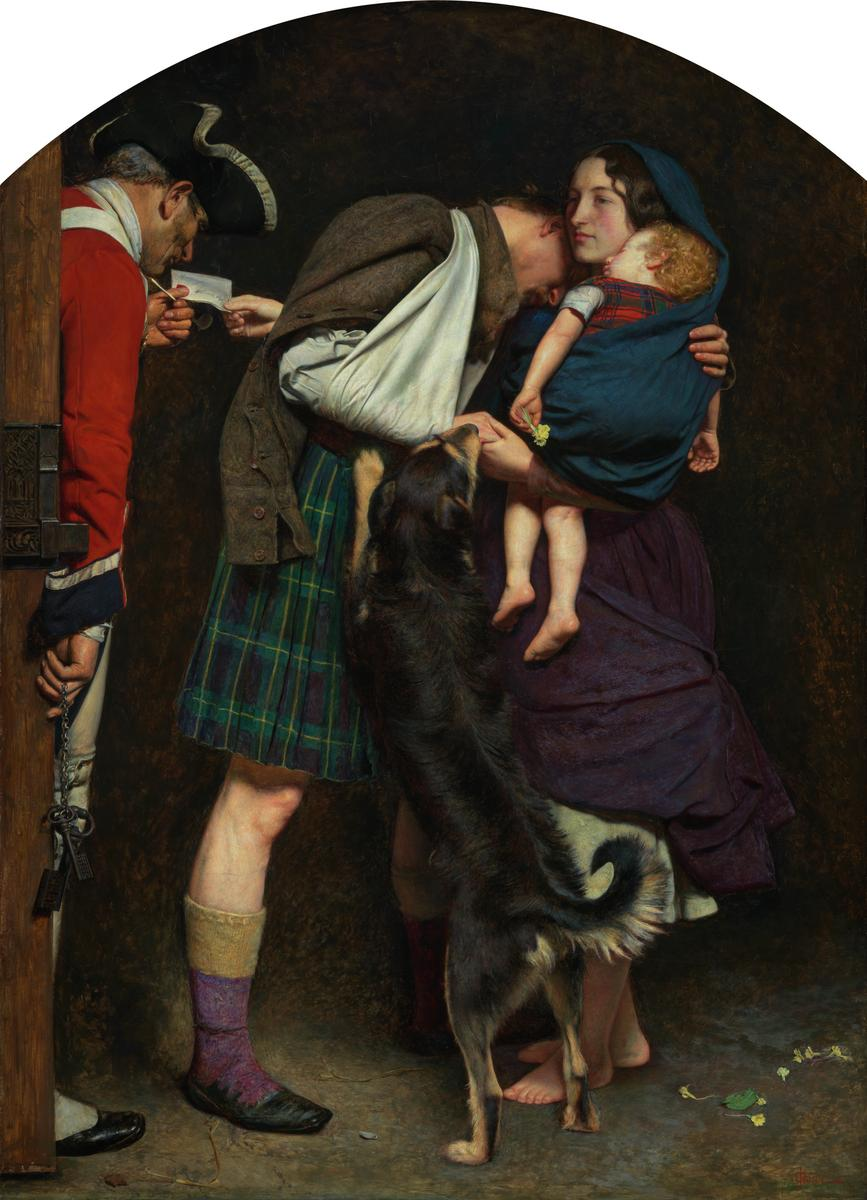
Наказ про звільнення, 1746 (1853), Тейт Британія, Лондон
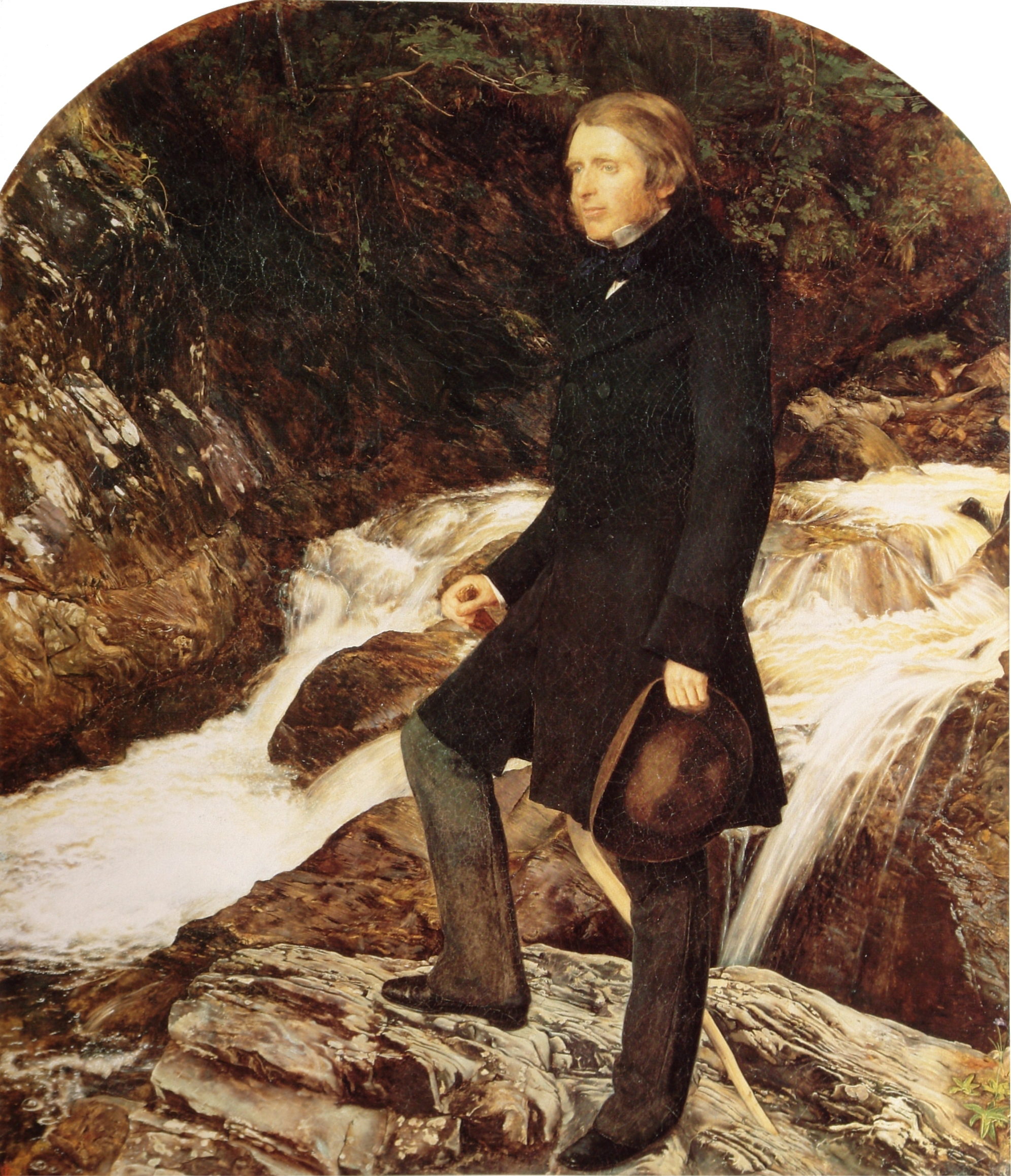
Джон Раскін (1853–54), Музей Ашмола, Оксфорд
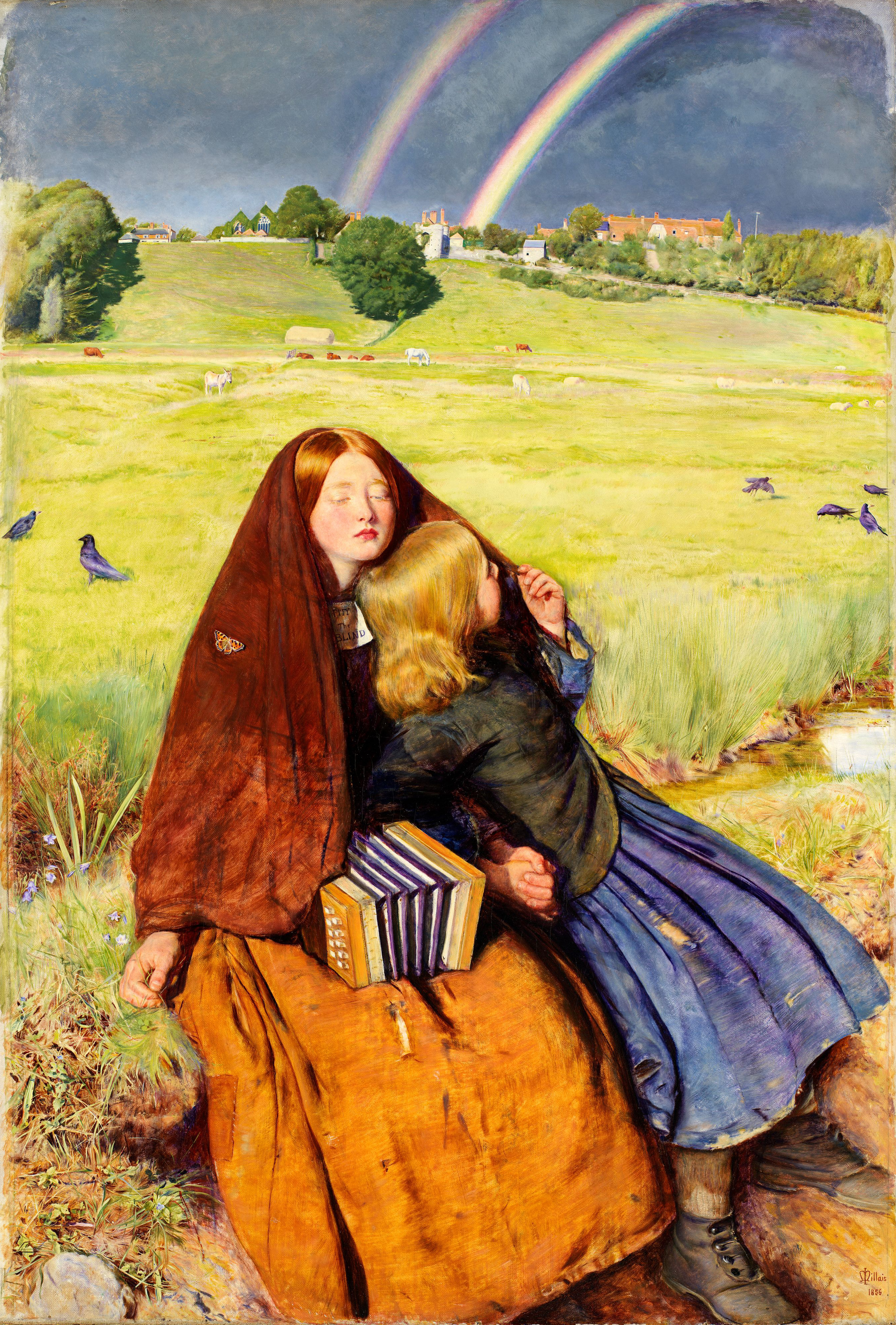
Сліпа дівчина (1856), Бірмінгемський музей і художня галерея
- Сер Ізюмбрас (1857),
Художня галерея леді Левер, Ліверпуль
- Долина спокою (1858),
Тейт Британія, Лондон
- Чорний брауншвейгець (1860), Художня галерея леді Левер, Ліверпуль
- Дозвілля (1864), Інститут мистецтва Детройта
- Естера (1865), приватне зібрання
- Їфтах (1867),
 Національний музей Кардіффа
- Ванесса (1868), Ліверпуль
- Портрет Джона Кемпбелла, Четвертого британського генерал-губернатора Канади,  Національна галерея Канади
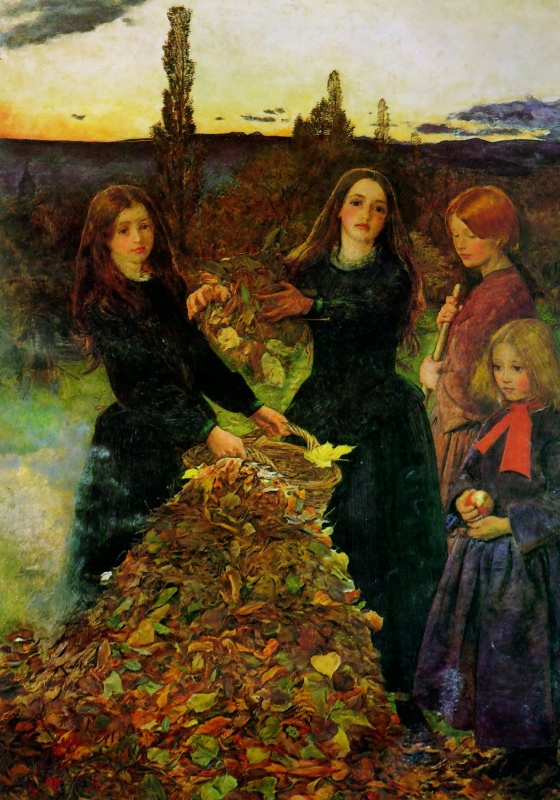
Перемога о господи! (1871), Манчестерська художня галерея
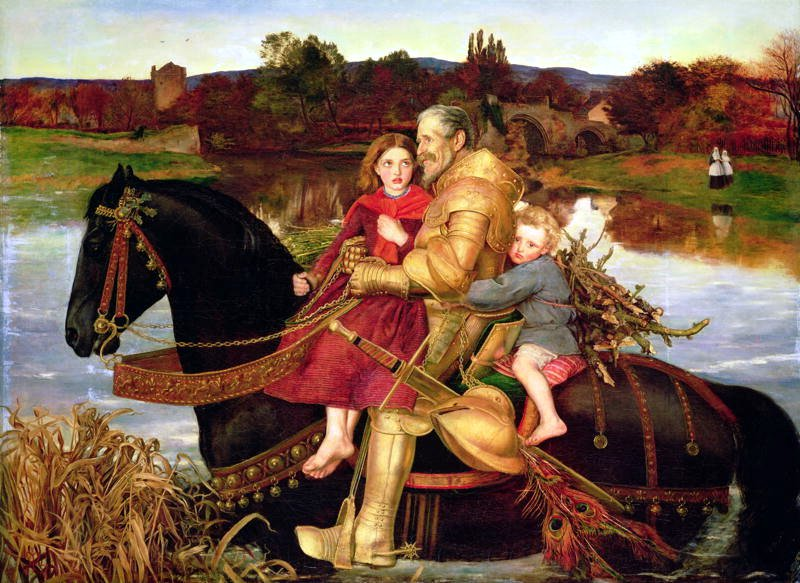
Сер Ізюмбрас (1857), Художня галерея леді Левер, Ліверпуль

- Портрет Еффі Мілле (1873),
Художня галерея Перта
- Принци в Тауері (1878), Колекція коледжу Королівський Голловей
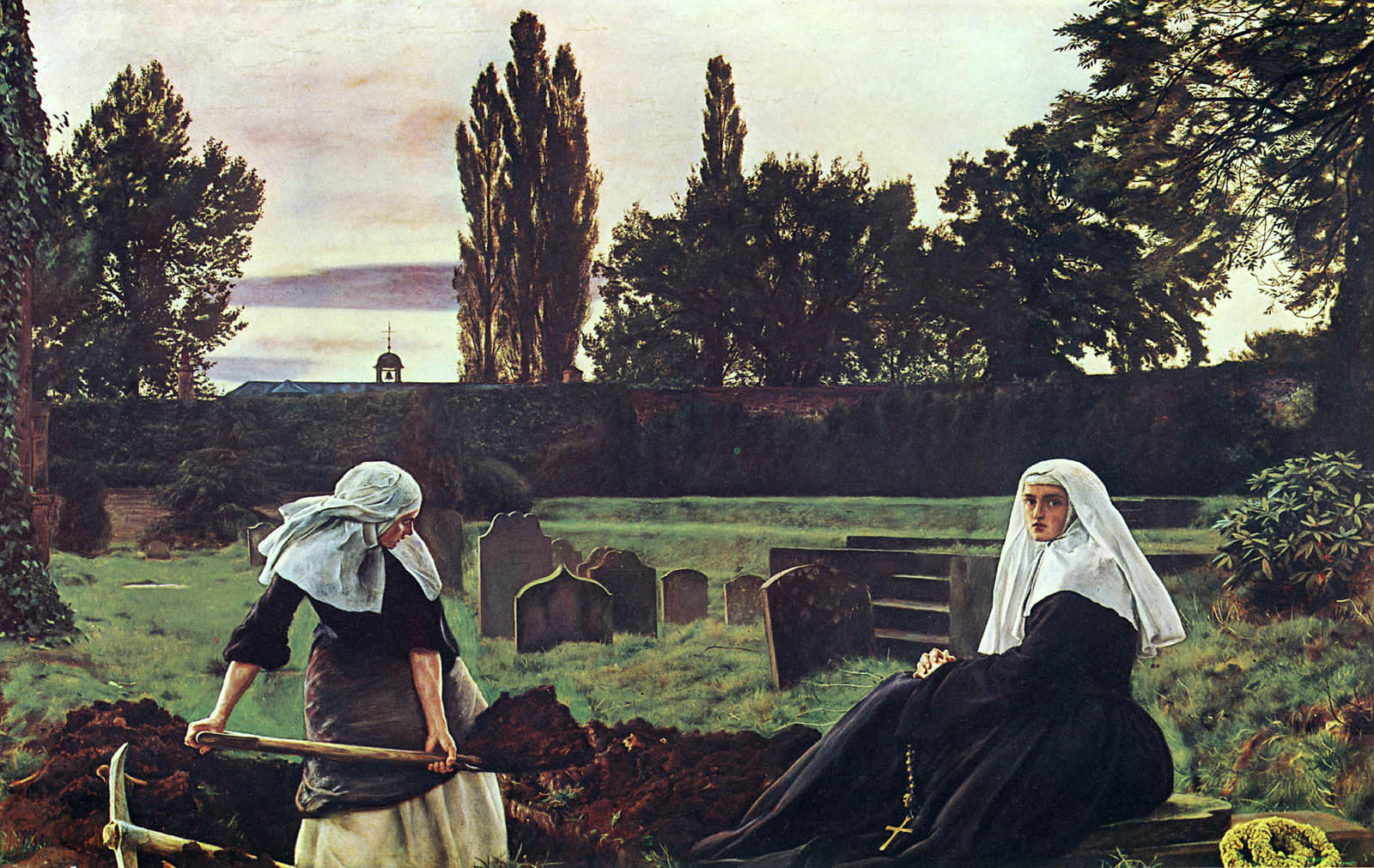
Північно-західний прохід (1878), Тейт Британія, Лондон
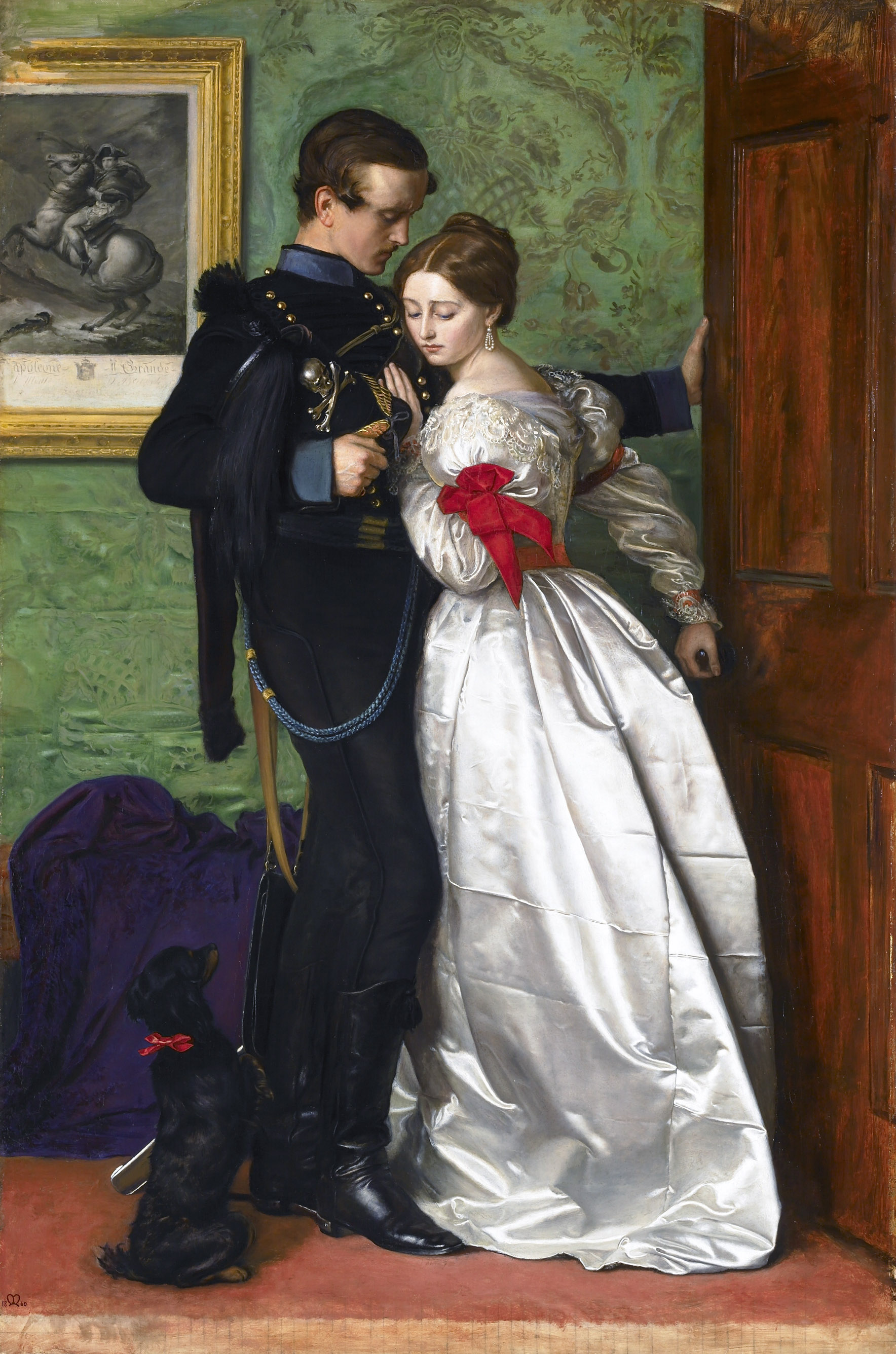
Чорний брауншвейгець (1860), Художня галерея леді Левер, Ліверпуль
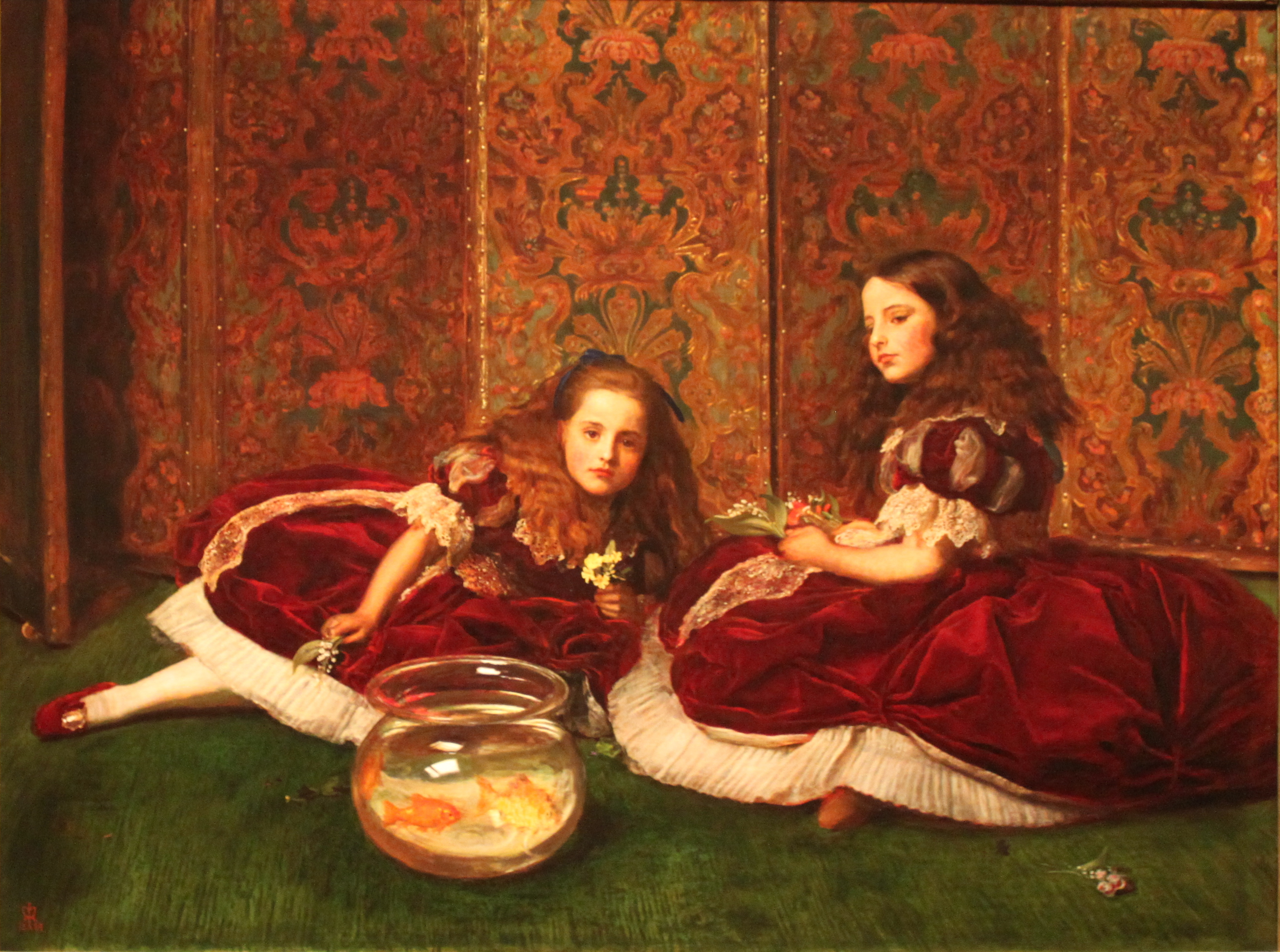
Дозвілля (1864), Інститут мистецтва Детройта
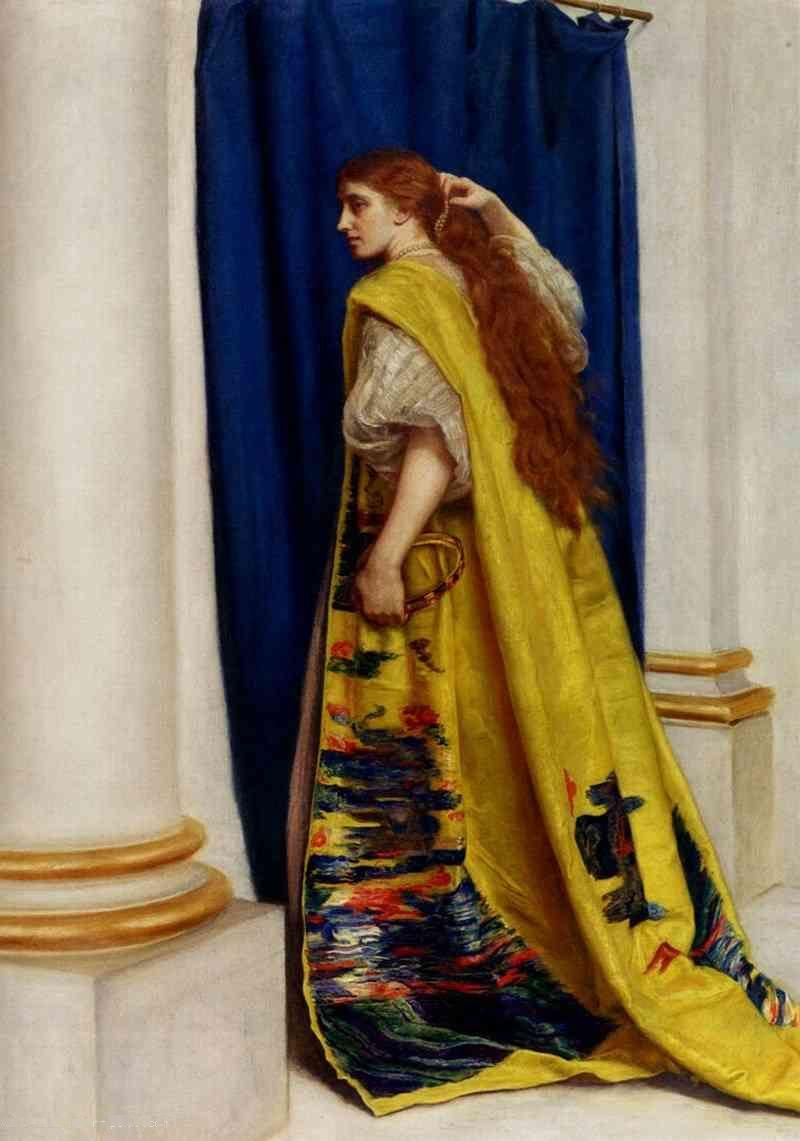
Стигла як вишня (1879, Cherry Ripe), приватне зібрання
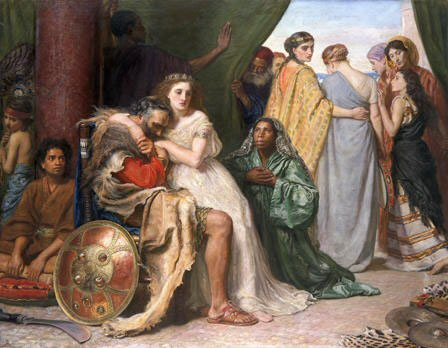
Їфтах (1867), Національний музей Кардіффа
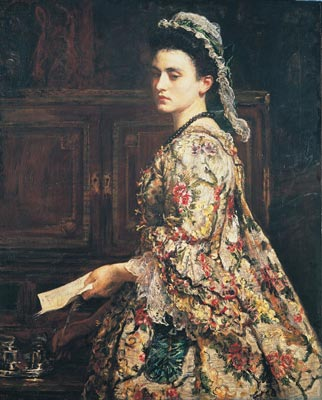
Ванесса (1868), Ліверпуль
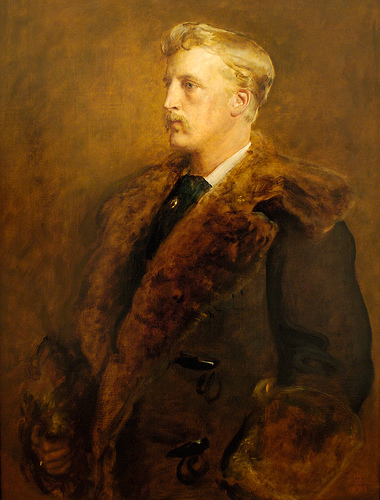
Портрет Джона Кемпбелла, Четвертого британського генерал-губернатора Канади, Національна галерея Канади
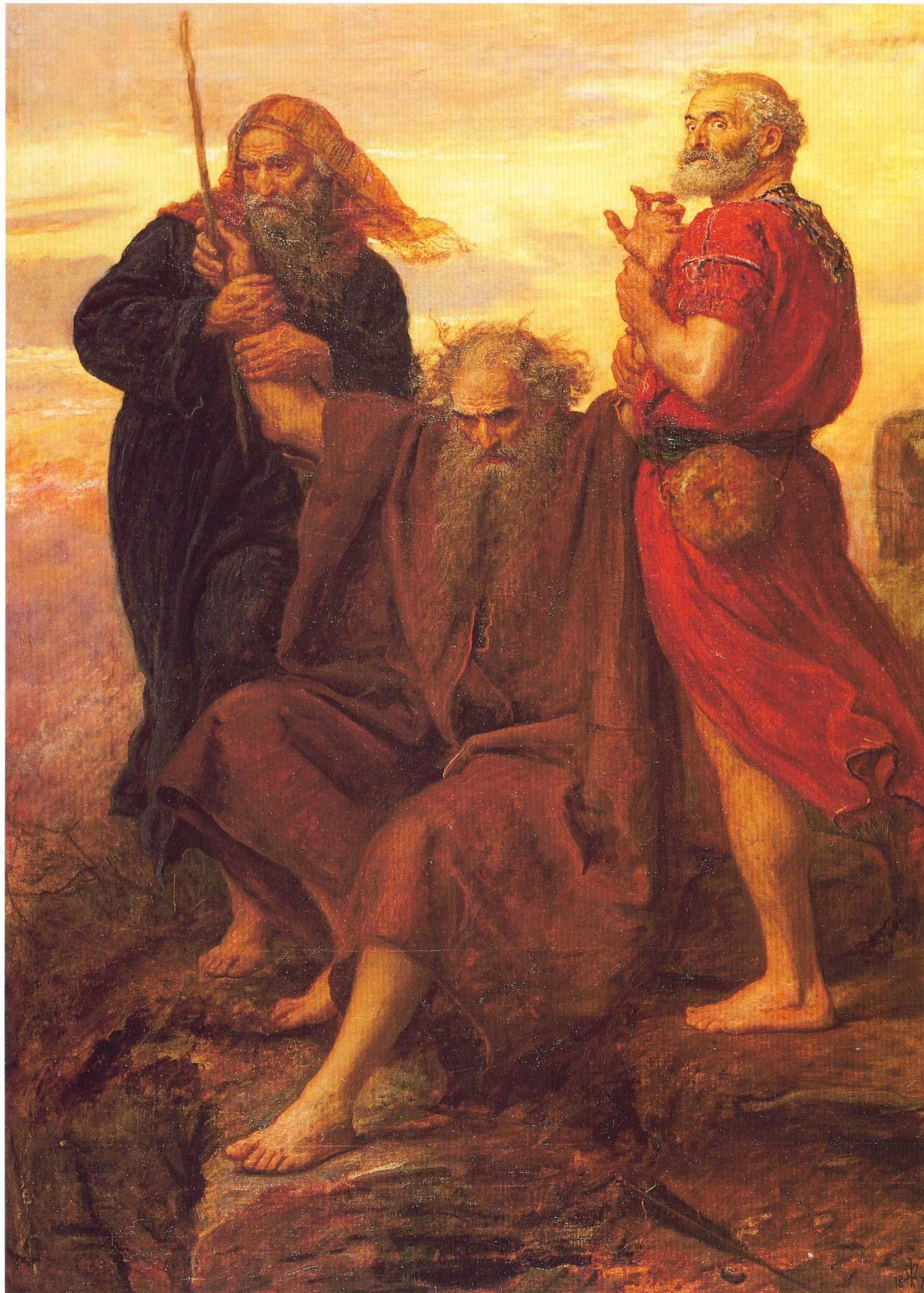
Перемога о господи! (1871), Манчестерська художня галерея
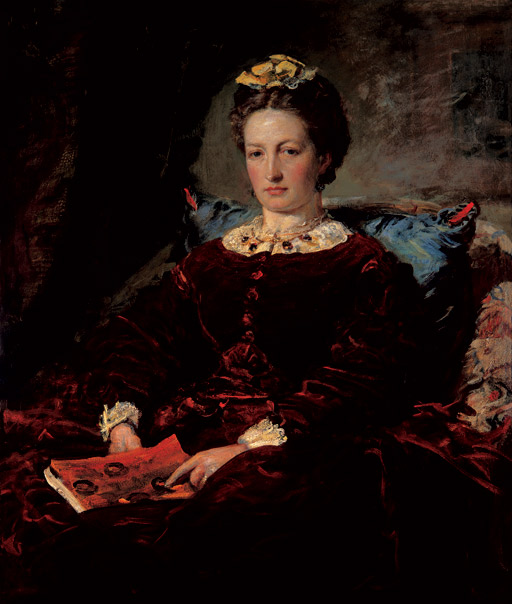
Портрет Еффі Мілле (1873), Художня галерея Перта
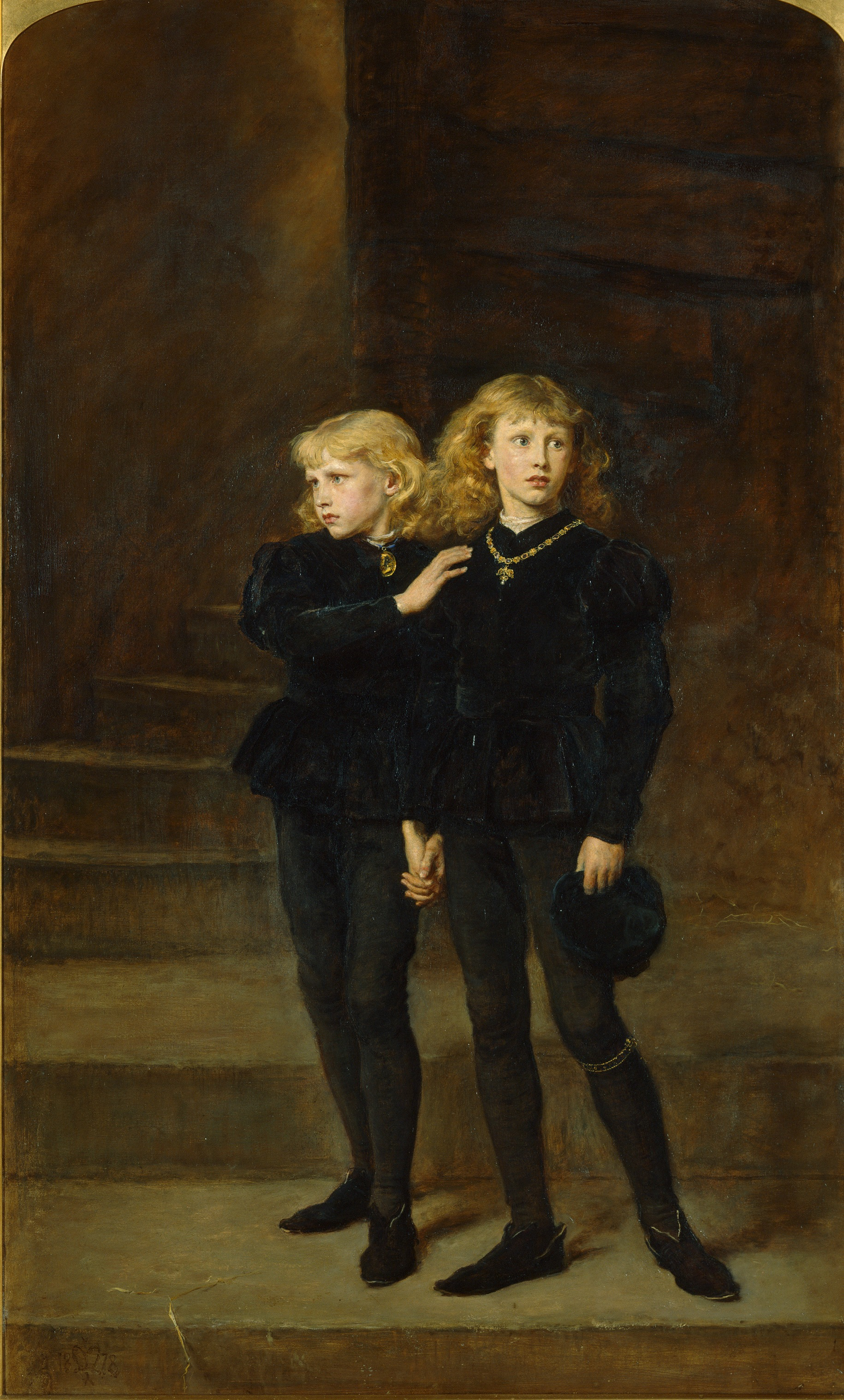
Принци в Тауері (1878), Колекція коледжу Королівський Голловей
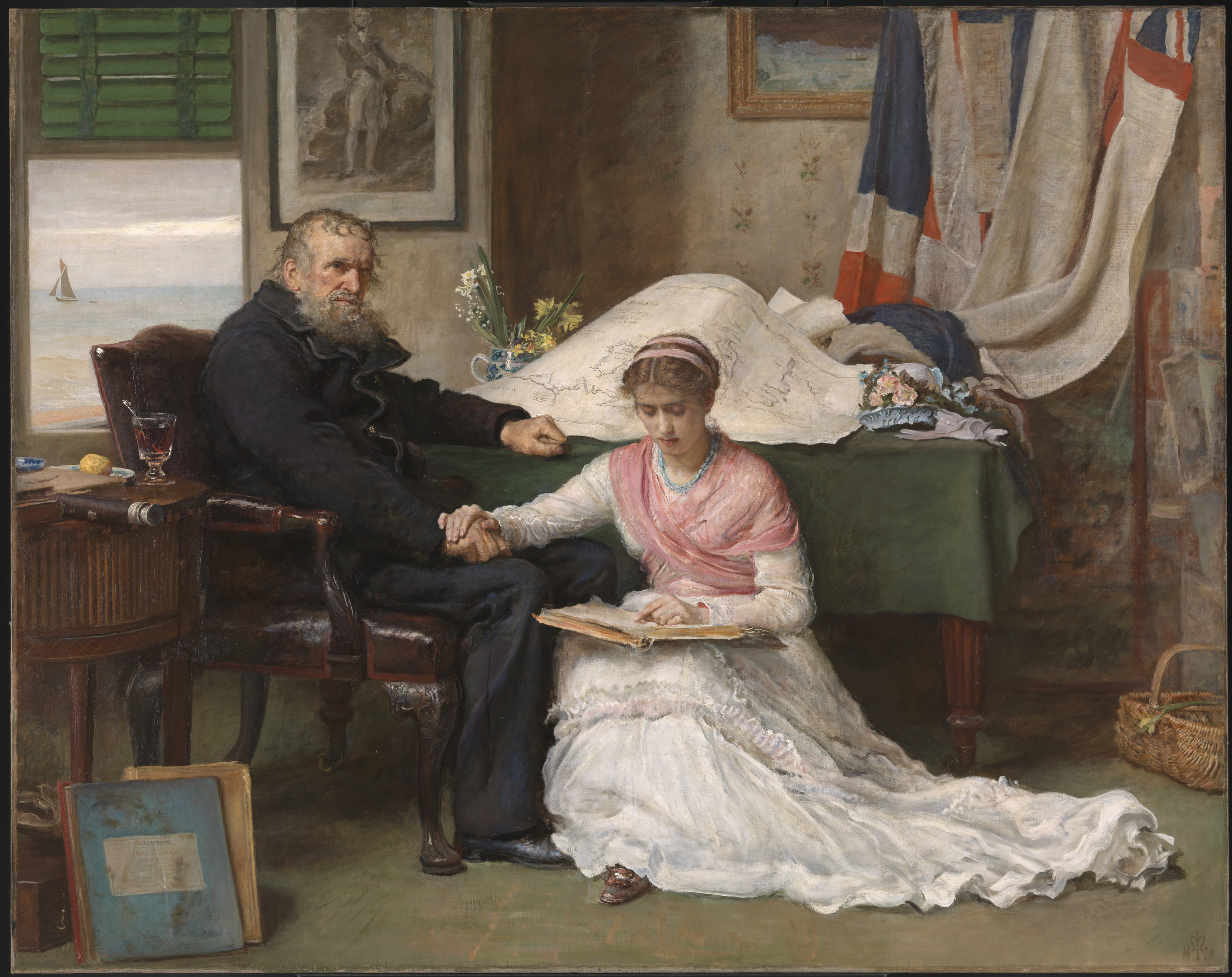
Північно-західний прохід (1878), Тейт Британія, Лондон
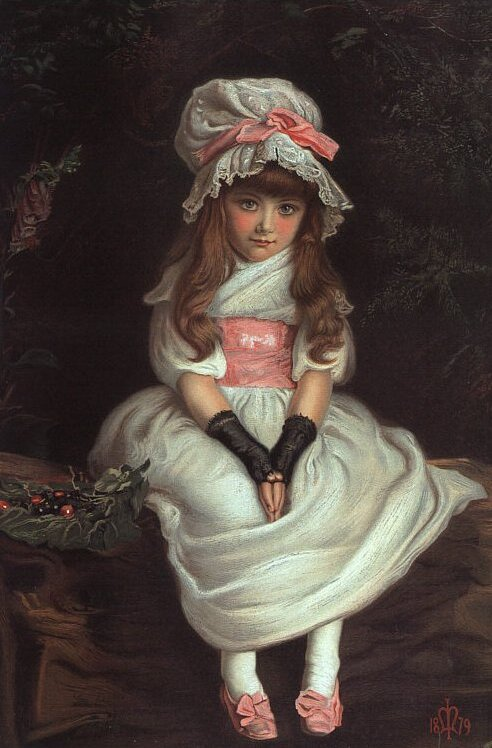
Стигла як вишня (1879, Cherry Ripe), приватне зібрання
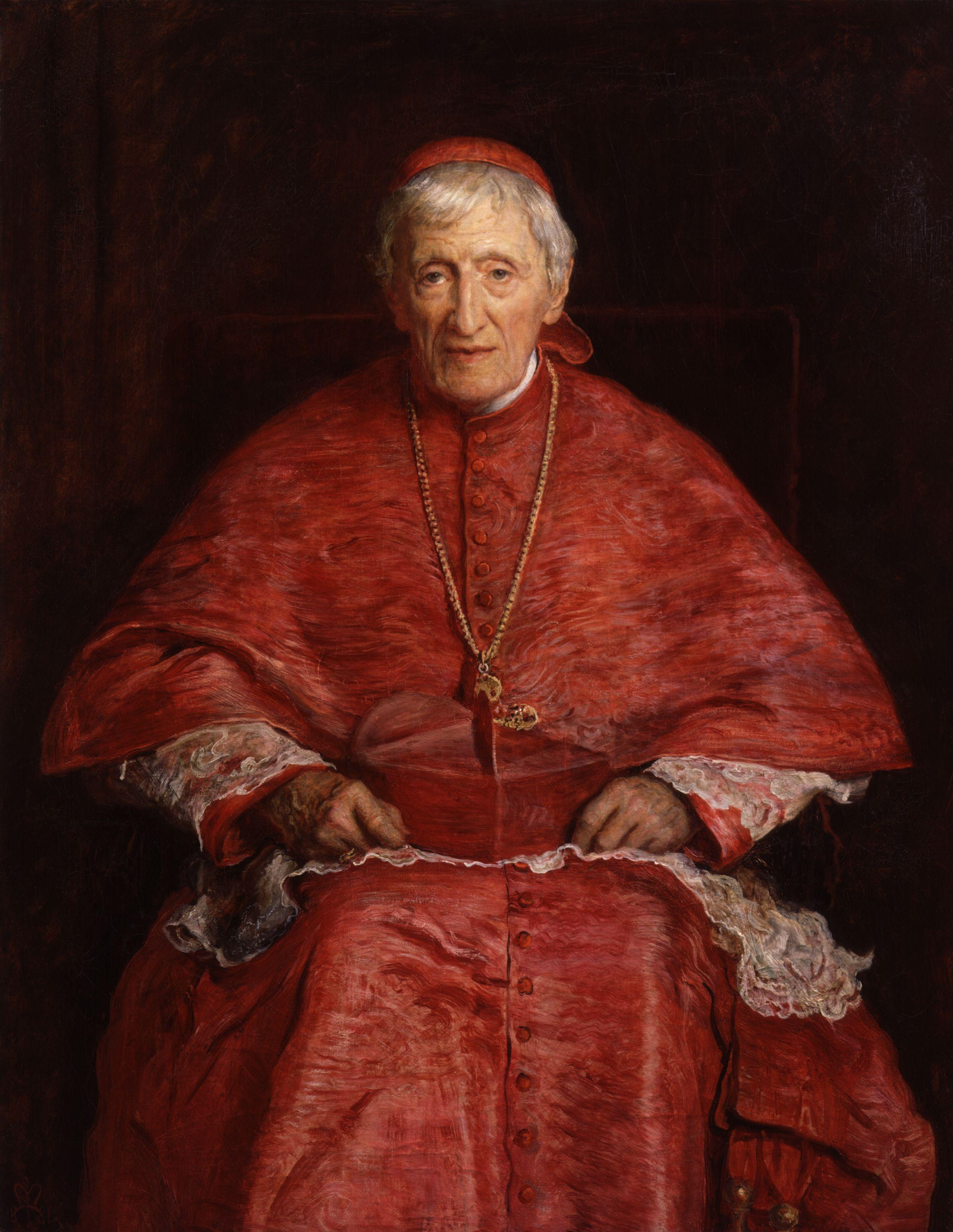
Джон Генрі Ньюмен (1881), Національна портретна галерея, Лондон
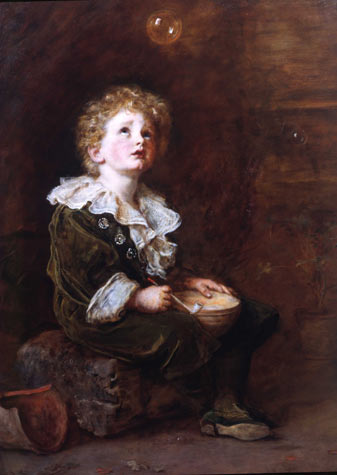
Мильні бульбашки (1886), Королівська академія мистецтв
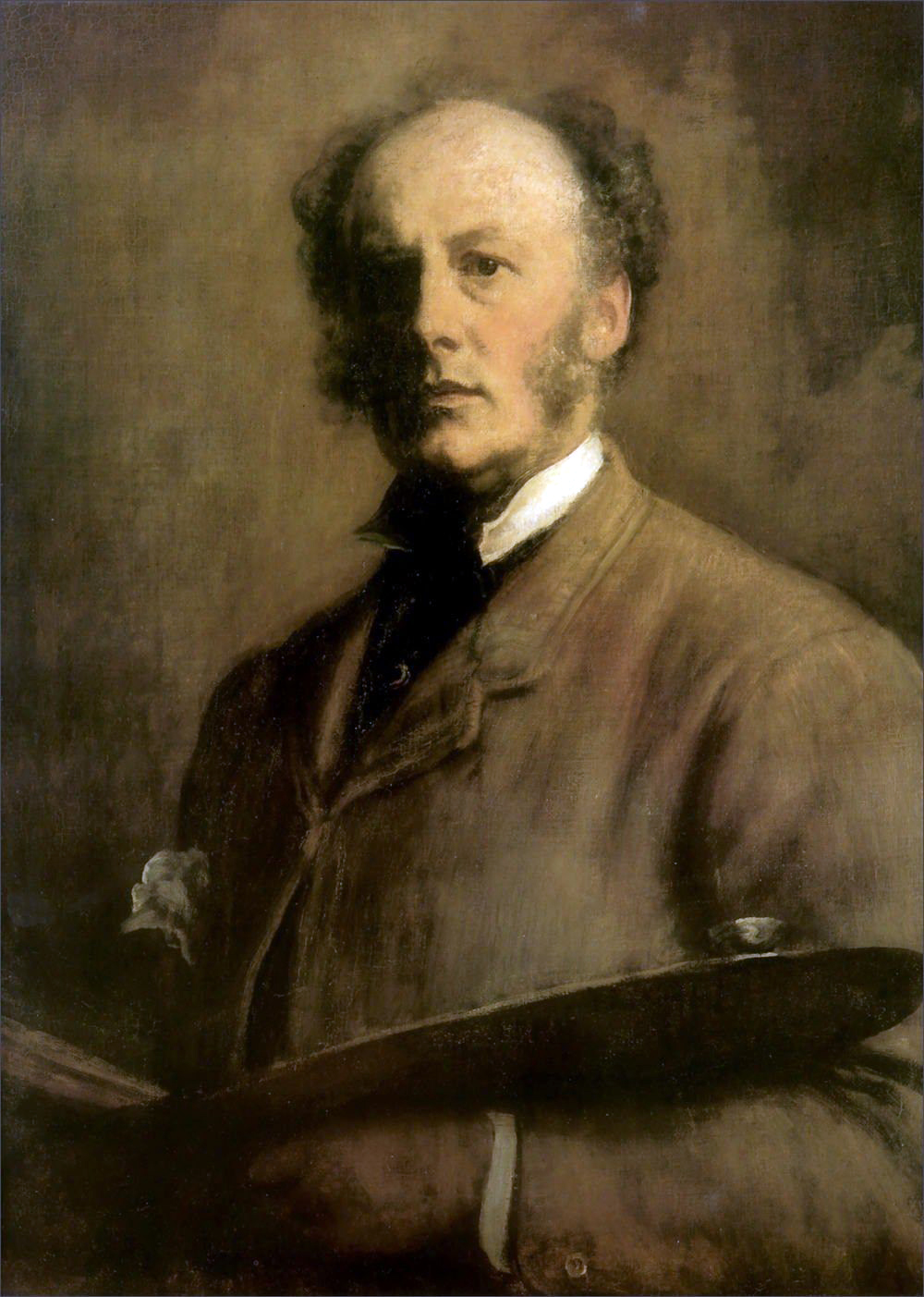
Автопортрет (1881), Галерея Уффіці, Флоренція
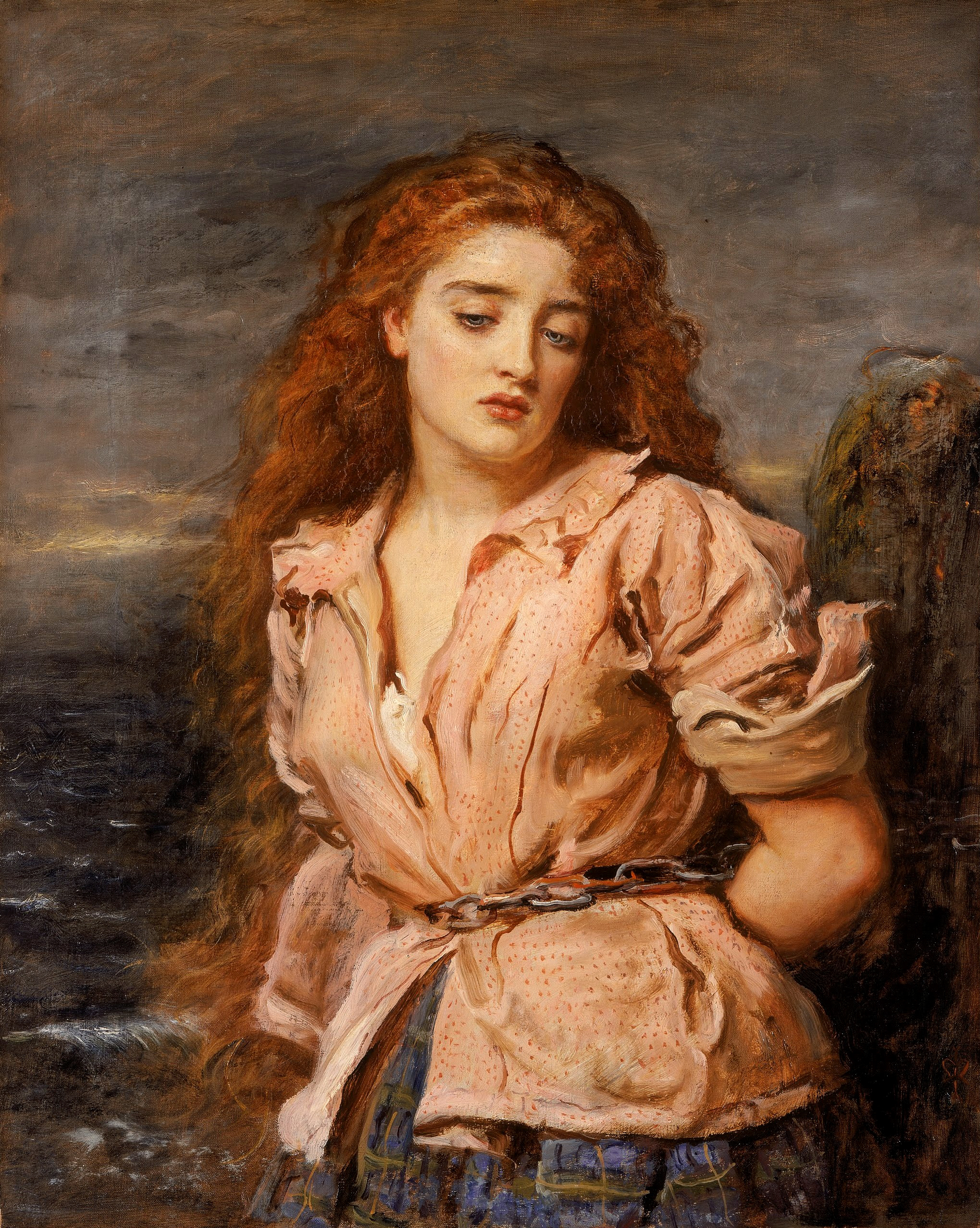
Мучениця Солвейська (бл. 1871), Галерея мистецтв Вокера, Ліверпуль
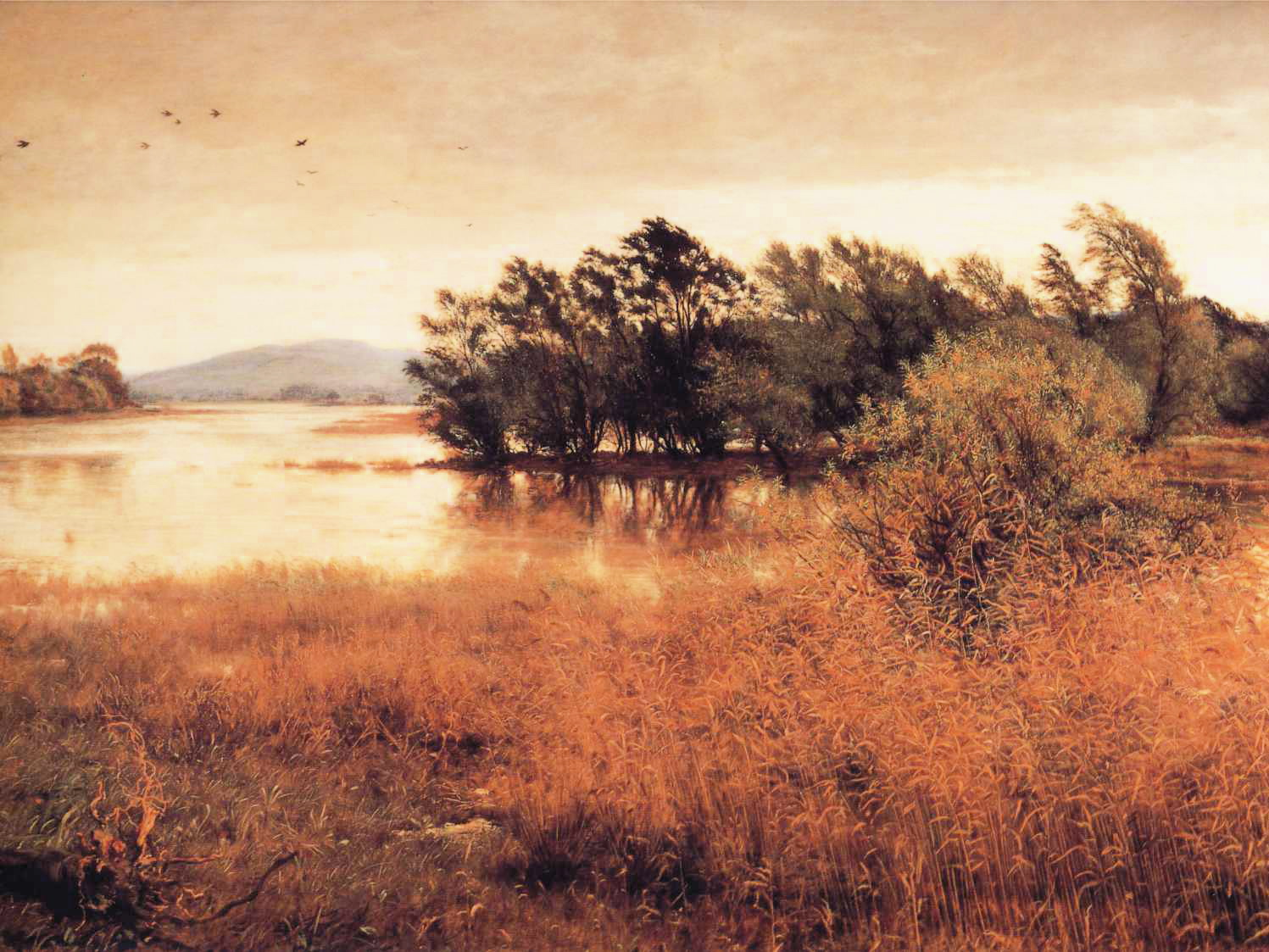
Прохолодний жовтень (1870), колекція Ендрю Ллойда Веббера